# Келлі Віллі
Келлі Віллі (англ. Kelly Willie; нар. 7 вересня 1982, Х'юстон, Техас, США) — американський легкоатлет, що спеціалізується на спринті, олімпійський чемпіон 2004 року.

## Кар'єра
| Рік             | Змагання                     | Місто             | Місце           | Дисципліна            | Примітки        |
| Представник США | Представник США              | Представник США   | Представник США | Представник США       | Представник США |
| --------------- | ---------------------------- | ----------------- | --------------- | --------------------- | --------------- |
| 2004            | Олімпійські ігри             | Афіни, Греція     | 1               | естафета 4×400 метрів | 2:55.91         |
| 2008            | Чемпіонат світу в приміщенні | Валенсія, Іспанія | 1               | естафета 4×400 метрів | 3:06.79         |